# فيليكس شتاينر
 فيليكس مارتن يوليوس شتاينر  (بالألمانية: Felix Steiner) (23 مايو 1896 - 12 مايو 1966) قائد عسكري ألماني شارك في الحربين العالميتين الأولى والثانية.
عرف شتاينر بمهارته في قيادة فوج إس إس دويتشلاند خلال بولندا وفرنسا وهولندا وبلجيكا. اختاره هاينريش هيملر للإشراف على إنشاء وقيادة قوات الأمن الخاص المتطوع (فرقة إس إس فايكينج). في عام 1943، تولى قيادة فيلق الدبابات الألماني الثالث. وفي 28 يناير 1945، تولى شتاينر قيادة جيش الدبابات الحادي عشر الألماني، والذي كان جزءً من مجموعة جيوش فيستولا.
في 21 أبريل خلال معركة برلين، تولى شتاينر في قيادة مفرزة شتاينر. في 22 أبريل، واجهت مفرزة شتاينر قوات الجبهة البيلاروسية الأولى السوفييتية التي تفوقها عددًا بنسبة 10:1، بعد أن تلقى الأوامر من هتلر بتطويق الجبهة البيلاروسية الأولى شمال برلين. في وقت لاحق ذاك اليوم، أدرك شتاينر أنه ليس لدية القوات الكافية للقيام بذلك. وفي منتصف نفس اليوم، أصيب هتلر بنوبة غضب عندما أدرك أن خططه لن تتحقق.
بُرئ شتاينر في محكمة نورنبيرغ وسجن كأسير حرب حتى أطلق سراحه عام 1948، ثم تفرغ لكتابة مذكراته وعدة كتب حتى وفاته في 12 مايو 1966.

## وصلات خارجية
- فيليكس شتاينر على موقع مونزينجر (الألمانية)